# Gueudecourt
Gueudecourt là một xã thuộc tỉnh Somme trong vùng Hauts-de-France miền bắc nước Pháp.